# شينيا ناكانو (لاعب كرة قدم)
شينيا ناكانو (لاعب كرة قدم) (باليابانية: 中野 伸哉) (مواليد 17 أغسطس 2003) هو لاعب كرة قدم ياباني.

## وصلات خارجية
- شينيا ناكانو (لاعب كرة قدم) على موقع رابطة كرة القدم اليابانية للمحترفين (اليابانية)
- شينيا ناكانو (لاعب كرة قدم) على موقع إي إس بي إن إف سي (الإنجليزية)
- شينيا ناكانو (لاعب كرة قدم) على موقع قاعدة بيانات كرة القدم.إي يو (الإنجليزية)
- شينيا ناكانو (لاعب كرة قدم) على موقع Soccerbase.com (لاعب) (الإنجليزية)
- شينيا ناكانو (لاعب كرة قدم) على موقع Soccerway.com (الإنجليزية)
- شينيا ناكانو (لاعب كرة قدم) على موقع عالم كرة القدم.نت (الإنجليزية)